# Windpark Bütow/Zepkow
Der Windpark Bütow/Zepkow ist eine Ansammlung von Windkraftanlagen zur Erzeugung von elektrischem Strom durch Nutzung der Windenergie.

## Lage
Der Windpark befindet sich auf den Gebieten der Gemeinden Bütow und Eldetal (Ortsteil Zepkow) im Landkreis Mecklenburgische Seenplatte im Land Mecklenburg-Vorpommern in unmittelbarer Nähe der Bundesautobahn 19.
Der Windpark besteht aus 32 Windkraftanlagen vom Typ DeWind D4 und wurde in zwei Teilabschnitten im Jahr 1999 und im Jahr 2001 durch die Firma Enertrag erbaut. Die ursprünglich errichteten 22 Anlagen der ersten Ausbaustufe erbrachten bei einer Gesamtleistung von 13,2 MW einen jährlichen Ertrag von 24,1 Millionen kWh. Nach der Erweiterung des Windparks um 10 Anlagen im Jahr 2001 wurde mit einem jährlichen Ertrag von 35,2 Millionen kWh pro Jahr gerechnet. Die installierte Gesamtleistung des Windparks beträgt 19,2 MW.
Bei den Windenergieanlagen handelt es sich um den Typ D4 des Herstellers DeWind aus Lübeck. Die Windenergieanlagen des Typs DeWind D4 haben eine Nennleistung von 600 Kilowatt, einen Rotordurchmesser von 48 m und wurden im Windpark Bütow/Zepkow mit einer Nabenhöhe von 70 m errichtet.
Im regionalen Raumentwicklungsprogramm Mecklenburgische Seenplatte im Bereich "Windenergie" ist eine deutliche Ausweitung des Windeignungsgebietes Bütow/Zepkow insbesondere östlich in Richtung Wildkuhl vorgesehen, so dass sich das für Windparks geeignete Areal mehr als verdoppelt.
2016 hat Enercon im Westen des Gebiets 8 Windkraftanlagen des Typs E-101 in Betrieb genommen. Sie haben einen Rotordurchmesser von 101 m und eine Nabenhöhe von 149 m.
2019 kamen 2 weitere E-101 hinzu.